# Irena Mazaraki
Irena Mazaraki (ur. 11 sierpnia 1912 r. w Trzebini, zm. 5 września 1995 r. w Chrzanowie) – polska botaniczka, nauczycielka. Absolwentka i pracowniczka naukowa Uniwersytetu Jagiellońskiego, współpracowniczka Instytutu Botaniki Polskiej Akademii Nauk, wieloletnia badaczka przyrody Ziemi Chrzanowskiej. Nauczycielka szkół średnich, współorganizatorka i kustoszka Muzeum w Chrzanowie.

## Życiorys
Urodziła się 11 sierpnia 1912 roku w Trzebini (lub Sierszy Wodnej k. Trzebini) jako Irena Zofia Maksymowicz, córka Jadwigi z domu Pobudkiewicz (1883–1945) i Eugeniusza Maksymowicza (1881–1954), inżyniera. Miała brata Wiesława (1913–1979), z zawodu architekta. W latach 1919–1924 uczęszczała do Szkoły Powszechnej Sióstr Urszulanek w Krakowie, a w latach 1924–1931 do Państwowego Gimnazjum Żeńskiego im. Królowej Wandy w Krakowie, w którym w 1931 r. zdała maturę. W tym samym roku rozpoczęła studia na Wydziale Rolniczym Uniwersytetu Jagiellońskiego, by po roku przenieść się na Wydział Filozoficzny i kontynuować studia w zakresie botaniki i matematyki do 1939 r. Równocześnie na ostatnim roku 1938–1939 odbyła Studium Pedagogiczne UJ. 
Od 1936 do wybuchu II wojny światowej pracowała jako wolontariuszka w Katedrze Anatomii i Cytologii Roślin Uniwersytetu Jagiellońskiego, kierowanej przez prof. Kazimierza Piecha. W czasie wojny opiekowała się rodzicami, nie pracowała. Brała udział w tajnym nauczaniu i dorywczo w akcjach charytatywnych. Od zakończenia wojny w 1945 do września 1946 roku pracowała jako stypendystka Ministerstwa Oświaty w Katedrze Systematyki i Geografii Roślin UJ, będąc także sekretarką naukową profesora Władysława Szafera. Tytuł magistra filozofii w zakresie botaniki uzyskała na Wydziale Matematyczno-Przyrodniczym 31 maja 1946 roku na podstawie pracy pt. „Rodzaj Nicotiana ze szczególnym uwzględnieniem uprawy tytoniu”, napisanej pod kierunkiem profesora Szafera. 
W dniu 26 września 1946 roku wyszła za mąż za Mieczysława Mazarakiego, ślub odbył się w kościele p.w. św. Mikołaja w Chrzanowie. Po ślubie zrezygnowała z pracy naukowej na Uniwersytecie Jagiellońskim i zamieszkała z mężem w Chrzanowie. Mieli dwóch synów - Michała i Jerzego. Dla Instytutu Botaniki PAN wykonywała prace zlecone, m.in. współpracowała w latach 50. XX w. przy prowadzeniu badań nad rekultywacją nieużytków poprzemysłowych w Górnośląskim Okręgu Przemysłowym. Równocześnie pracowała jako nauczycielka matematyki, od 1946 do 1949 w Gimnazjum i Liceum im. Stanisława Staszica w Chrzanowie, w roku szkolnym 1952/1953 w Technikum Mechaniczno-Elektrycznym w Chrzanowie, w 1953/1954 w Liceum dla Wychowawczyń Przedszkoli w Chrzanowie. W latach 1956–1961 uczyła botaniki i matematyki w Studium Nauczycielskim w Krzeszowicach. 
W latach 1950–1960 była sekretarzem Społecznego Komitetu Organizacyjnego Muzeum Ziemi Chrzanowskiej podejmując wraz z mężem starania utworzenia muzeum. Następnie w latach 1960–1979 pracowała w Muzeum w Chrzanowie kierując Działem Przyrody, od 1966 roku jako adiunkt, następnie kustosz i starszy kustosz Działu Przyrody i Ochrony Środowiska. W latach 1966–1978 uczestniczyła w pracach grupy botaniczno-zoologicznej Ośrodka Dokumentacji Fizjograficznej Krakowskiego Oddziału PAN, utworzonej przy Muzeum. Po przejściu na emeryturę z dniem 30 kwietnia 1979 roku, nadal pracowała na pół etatu w Muzeum, aż do 23 marca 1990 roku.
Zmarła 5 września 1995 roku w Chrzanowie, pochowana została na cmentarzu parafialnym.

## Działalność naukowa
Badania botaniczne prowadziła przez całe życie, ale ich wyniki rzadko publikowała, pod nazwiskiem Maksymowicz-Mazaraki i Mazaraki. Jej zainteresowania badawcze dotyczyły florystyki i ochrony przyrody oraz etnobotaniki. Do jej osiągnięć naukowych należy odkrycie w jądrze komórki sosny nieopisanego dotąd fragmentu chromosomu. Jako stypendystka tuż po wojnie prowadziła na UJ badania nad rozchodnikami Sedum. Opisała pochodzenie araukaryotów w arkozie kwaczalskiej. Opracowała dwa spisy gatunków roślin naczyniowych Ziemi Chrzanowskiej. W pierwszym znalazło się 620 gatunków, w drugim 587, z czego 283 nieodnotowanych na pierwszej liście. Opublikowała także wykaz 209 gatunków roślin naczyniowych występujących na młakach, torfowiskach, bagnach i wodach doliny Wisły i Przemszy w obrębie Ziemi Chrzanowskiej oraz wykaz gatunków roślin ze zbiorowisk kserotermicznych tego obszaru. 
W Muzeum w Chrzanowie zorganizowała zielnik (Herbarium Musei Orbis Chrzanoviensis), w którym znalazło się 3000 arkuszy ze zbiorów jej i jej męża, oraz zbiór konchiologiczny, okazy dermoplastyczne, kolekcja skał i minerałów. Znajdują się tam także niepublikowane sprawozdania z jej badań botanicznych na terenie powiatu chrzanowskiego, w tym flory roślin naczyniowych (1966–1970), flory synantropijnej (1970–1975), gatunków rzadkich i zaginionych (1983), poszukiwanie stanowiska Epipactis microphylla (1983) oraz flory terenów zalewowych w rejonie Beskidu Małego (1988). Prowadziła także inwentaryzację zabytkowych drzew oraz parków podwornych na terenie miasta i powiatu. Jej badania etnobotaniczne dotyczyły zwyczaju święcenia ziół w dniu 15 sierpnia, ogrodów przyzagrodowych m.in. w Jankowicach, Brzezince i Wygiełzowie, a także roślin leczniczych stosowanych przez ludową zielarkę.
W obszarze sztuki zgromadziła do muzeum materiały o ikonografii motywu winorośli i przedmiotów wykonanych z drewna cisowego. Opublikowała monografię pt. „Zapaska ludowa regionu chrzanowskiego” (1971). Prowadziła w latach 70. XX w. badania terenowe nad czarnym marmurem w okolicach Chrzanowa.

### Wybrane publikacje
Opublikowała co najmniej 6 prac z zakresu botaniki:
- Irena Mazaraki, Araukaryty w arkozie kwaczalskiej jako zabytek przyrody, „Wszechświat”, 1957, s. 235–236.
- Irena Mazaraki, Rośliny naczyniowe Ziemi Chrzanowskiej, „Studia Ośrodka Dokumentacji Fizjograficznej”, 2, 1973, s. 7–55.
- Irena Mazaraki, Rośliny naczyniowe młak, torfowisk, bagien i wód doliny Wisły i Przemszy w Ziemi Chrzanowskiej, „Studia Ośrodka Dokumentacji Fizjograficznej”, 7, 1979, s. 153–163.
- Irena Mazaraki, Rośliny naczyniowe Ziemi Chrzanowskiej. Cz. II, „Studia Ośrodka Dokumentacji Fizjograficznej”, 7, 1979, s. 109–151.
- Irena Mazaraki, Zbiorowiska kserotermiczne roślin naczyniowych regionu chrzanowskiego, „Studia Ośrodka Dokumentacji Fizjograficznej”, 8, 1981, s. 215–222.
- Irena Mazaraki, M. Mazaraki, Zaginione oraz rzadkie rośliny i zwierzęta regionu chrzanowskiego, Chrzanów: Wyd. LOP, 1986, s. 16.

## Członkostwo
Od 1947 działała w Lidze Ochrony Przyrody, próbowała ratować przed zniszczeniem zagrożone zbiorowiska roślinne i zabytkowe drzewostany w regionie chrzanowskim. Angażowała młodzież w życie organizacji, przez kilka lat pełniła funkcję sekretarza Szkolnego Koła Ligi Ochrony Przyrody w Gimnazjum i Liceum im. St. Staszica w Chrzanowie. Pełniła także funkcję sekretarza chrzanowskiego oddziału LOP.
Należała do NSZZ „Solidarność” Pracowników Kultury. Od lipca 1989 była członkinią Klubu Inteligencji Katolickiej przy kościele p.w. św. Mikołaja w Chrzanowie.

## Odznaczenia i upamiętnienie
Otrzymała:
- Odznakę „Zasłużony Działacz Kultury”,
- Medal „Mecenas Sztuki” za propagowanie sztuki współczesnej i patronowanie krakowskiej Grupie Twórczej „Postawy” (1978, wraz z mężem).

W 1997 roku poświęcono jej wystawę w Muzeum w Chrzanowie pt. „Pasje życia Ireny Mazaraki”, a 14 lutego 2008 otwarta została wystawa poświęcona Irenie i Mieczysławowi Mazarakim. W dniu 24 lutego 2004 roku nadano Muzeum w Chrzanowie imię Ireny i Mieczysława Mazarakich. W ogrodzie „Domu Urbańczyka” Muzeum odsłonięto 6 czerwca 2010 tablicę pamiątkową. 